# Finland (Schiff)
Die Finland war ein 1902 in Dienst gestellter Transatlantik-Passagierdampfer der belgisch-amerikanischen Reederei Red Star Line, der im Passagierverkehr von Antwerpen nach New York eingesetzt wurde. Im Ersten Weltkrieg diente das Schiff unter der Bezeichnung USAT Finland als Truppentransporter für die United States Army und später als USS Finland (ID-4543) für die United States Navy. Nach dem Krieg nahm das Schiff seinen Passagierdienst unter dem Namen Finland wieder auf, bis es 1928 außer Dienst gestellt und verschrottet wurde.

## Passagierschiff in Friedenszeiten

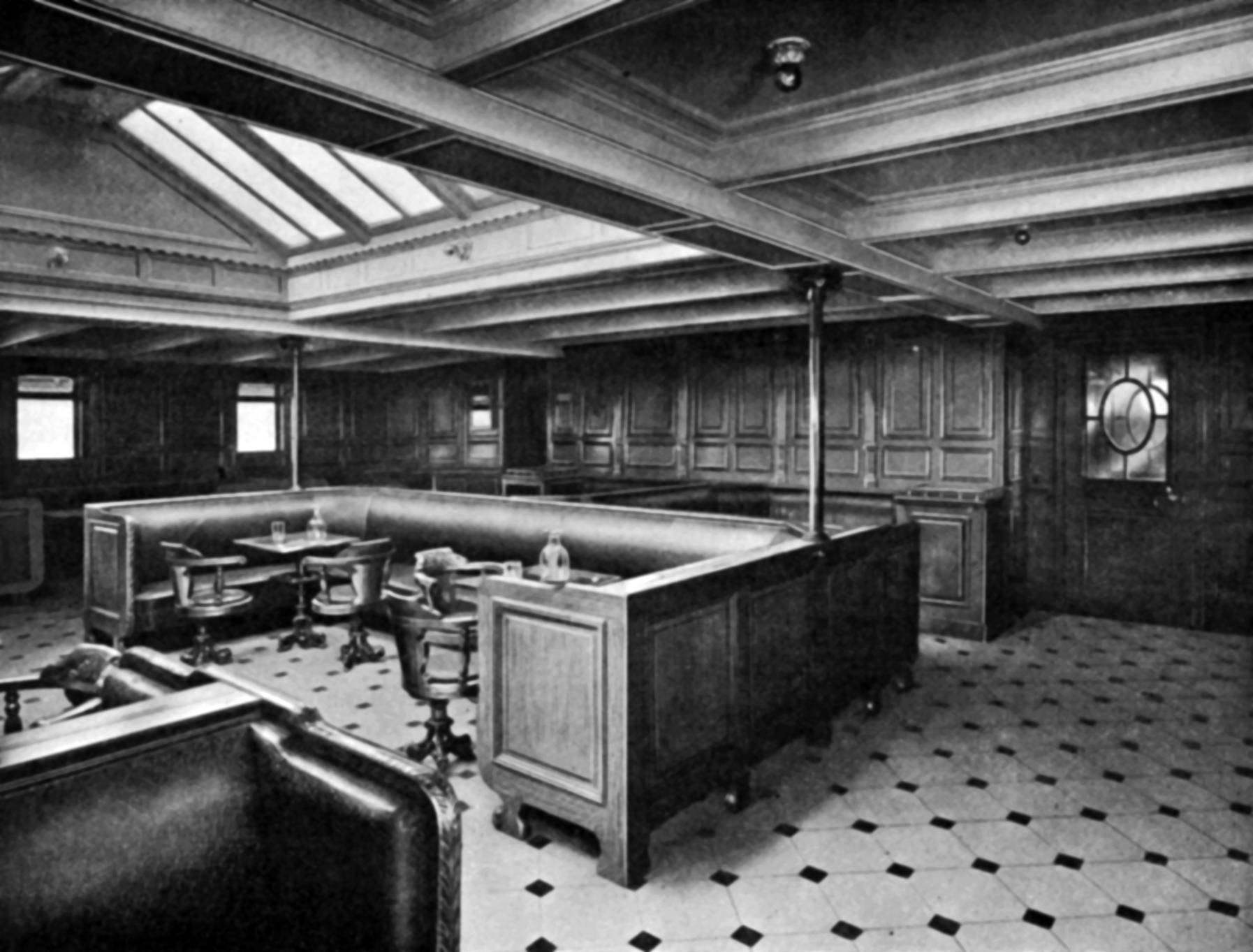
Der Rauchsalon der Zweiten Klasse

Im Juli 1899 gab der in Philadelphia ansässige Schifffahrtskonzern International Navigation Company bekannt, dass er vier neue Ozeandampfer für den Nordatlantikverkehr  plante. Zwei davon, die beiden 11.000-Tonner Zeeland und Vaderland, wurden auf der Werft John Brown & Company in Clydebank bei Glasgow gebaut, während die beiden anderen, die Kroonland und die Finland, zwei Jahre später bei William Cramp and Sons in Philadelphia (USA) entstanden. Alle vier Schiffe wurden für die Red Star Line gebaut, die ein Teil der International Navigation Company war. Mit je 12.760 BRT waren die Finland und die Kroonland die bis dahin größten Schiffe der Red Star Line.
Die 170,69 Meter lang und 18,35 Meter breite Finland hatte zwei Schornsteine, vier Masten und zwei Propeller. Sie war mit zwei dreizylindrigen Dreifachexpansions-Dampfmaschinen ausgestattet, die eine Reisegeschwindigkeit von 15 Knoten ermöglichten. Sie hatte eine Passagierkapazität von 342 Reisenden der Ersten, 194 der Zweiten und 626 der Dritten Klasse. Nach der Fertigstellung im September 1902 legte die Finland am 4. Oktober 1902 in New York zu ihrer Jungfernfahrt nach Antwerpen ab.
Die Finland fuhr unter amerikanischer Flagge von Antwerpen nach New York, bis sie im Januar 1909 unter die belgische Flagge kam. Von März bis Juni 1909 wurde sie von der White Star Line gechartert und für drei Rundfahrten von Neapel nach New York eingesetzt. Danach verkehrte sie wieder von Antwerpen nach New York. Im Januar 1912 kam sie erneut unter amerikanische Flagge. Im November 1914 wurde sie für drei Fahrten auf die Route New York–Neapel–Piräus verlegt. Am 24. März 1915 brach sie nach der dritten Fahrt wieder nach New York auf.
Im Mai 1915 wurden die Finland und die Kroonland vorübergehend an die Panama Pacific Line verchartert, für die sie von New York durch den Panamakanal nach San Francisco fuhren. Für jede Fahrt wurden etwa 17 Tage benötigt und ein Zwischenstopp wurde entweder in Los Angeles oder San Diego eingelegt. Als Nächstes wurde die Finland an die American Line verchartert, für die sie ab dem 26. Oktober 1915 zwischen New York, Falmouth und London pendelte. Nach zwei Atlantiküberquerungen auf dieser Strecke kehrte sie am 19. Januar 1916 auf die Route Liverpool–New York zurück. Zu diesem Zeitpunkt war das Schiff bereits mit vier 100-mm-Geschützen bestückt, die von Angehörigen der United States Navy Armed Guard bedient wurden.

## Olympische Spiele 1912
Das United States Olympic Committee (USOC) charterte die Finland, um das US-amerikanische Team zu den Olympischen Sommerspielen 1912 nach Stockholm zu bringen. Am 14. Juni 1912 lief sie mit der 164-köpfigen Delegation in New York aus. Die Sportler richteten mithilfe der Mannschaft mehrere Trainingsmöglichkeiten an Bord ein, die während der Reise zur Vorbereitung auf die Spiele genutzt wurden.
So wurde zum Beispiel auf dem Oberdeck eine 91 Meter lange Laufbahn eingerichtet, auf der zwei Männer nebeneinander sprinten  konnten. Die Schwimmer übten in einem eigens an Deck aufgestellten Schwimmbecken. Für die Radsportler wurden auf dem Vorderdeck Fahrräder montiert. Am 24. Juni 1912 erreichte die Finland Antwerpen. Zwei Tage später lief sie nach Stockholm aus, wo sie am 30. Juni eintraf.

## Zwischenfälle
Im November 1907 ging das Schiff bei heftigen Starkwinden im Ärmelkanal fast auf Grund. Nur der schnelle Einsatz von zwei Schleppern bewahrte die Finland davor, auf den Wellenbrechern bei Dover zu stranden. Am 19. Januar 1908 stieß die Finland bei Terneuzen an der niederländischen Küste mit dem griechischen Frachtdampfer Epirus zusammen, welcher nach der Kollision sank. Am 25. Dezember 1910 kollidierte sie bei Vlissingen mit der Baltique, die dort Schutz vor einem Sturm suchend vor Anker lag. Dieses Schiff ging ebenfalls unter.

## Truppenschiff im Ersten Weltkrieg

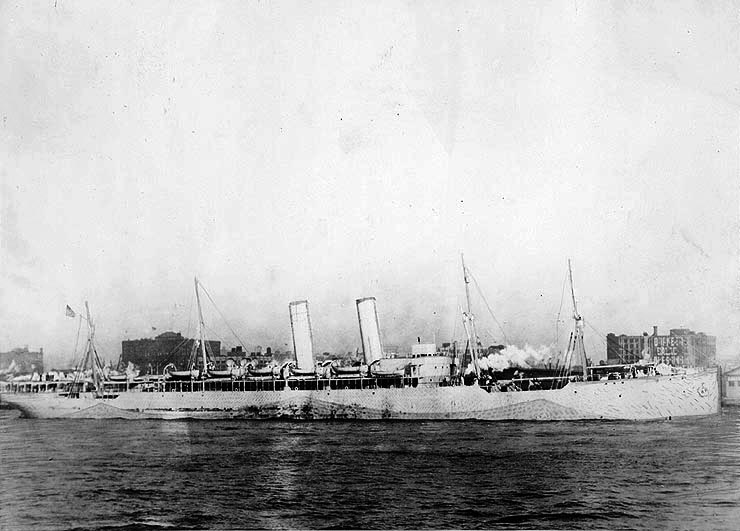
Die Finland als Truppentransporter im Ersten Weltkrieg (ca. 1917)

Im April 1917 erklärten die Vereinigten Staaten Deutschland den Krieg. Die United States Army benötigte nun Schiffe, die Soldaten und Kriegsmaterial nach Frankreich bringen konnten. Am 28. Mai 1917 wählte ein dafür einberufenes Komitee 14 amerikanisch-registrierte Schiffe für diesen Zweck aus, darunter die Finland. Nachdem die Finland ihre letzten Passagiere ausgeladen hatte, wurde sie am 2. Juni 1917 als letztes der 14 ausgewählten Schiffe der US Army übergeben.
Innerhalb von nur zwei Wochen wurde die Finland für den Kriegseinsatz umgerüstet. Sämtliche Unterkünfte der Zweiten  und Dritten Klasse wurden demontiert und durch Schlafsäle ersetzt. Außerdem mussten weitere sanitäre Anlagen und Kochvorrichtungen für die große Anzahl von Männern geschaffen werden. Am 14. Juni 1917 legte die Finland in New York mit dem 18. Infanterieregiment an Bord unter dem Kommando von Rear Admiral Stephen Graham nach Brest ab. Es folgten zahlreiche weitere Truppenfahrten von New York nach Europa.

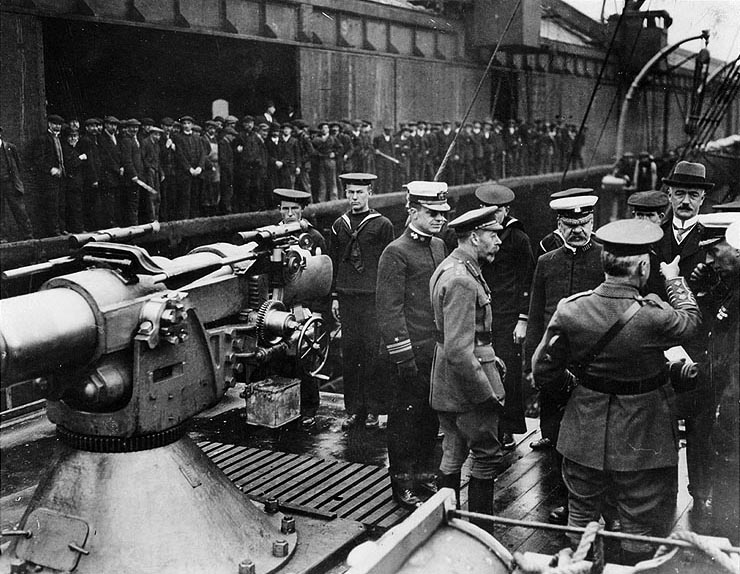
König Georg V. (im Vordergrund, mit Bart) inspiziert die Geschützmannschaft an Bord der Finland in Liverpool

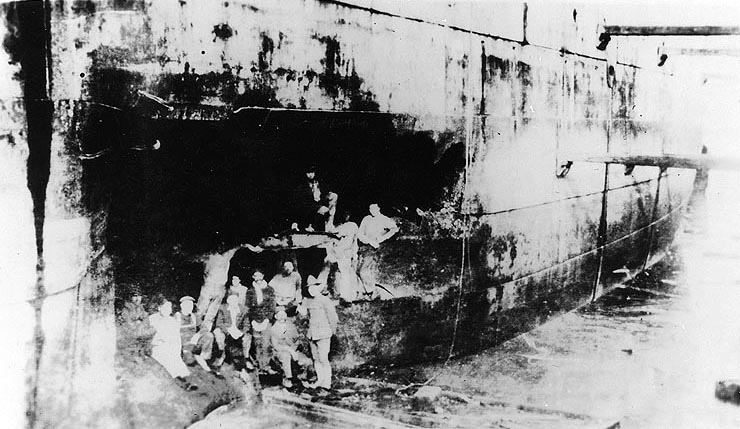
Die Einschlagstelle des Torpedos von U 93 (1917)

Am 28.  Oktober 1917 wurde die Finland auf der Rückfahrt nach New York etwa 150 Seemeilen vor der französischen Küste von einem Torpedo des deutschen U-Boots U 93 getroffen. Sie hatte unter anderem die Überlebenden der Antilles an Bord, eines amerikanischen Truppentransporters (ex-Passagierdampfers), der elf Tage zuvor von U 105 versenkt worden war. Unter der zivilen Besatzung und den Überlebenden der Antilles brach Panik aus, da ein weiteres Schiffsunglück bevorzustehen schien. Die Finland bekam zwar Schlagseite nach Steuerbord, ging aber nicht unter.
Nach umfassenden Reparaturen legte die Finland am 5. Januar 1918 zur nächsten Fahrt ab. Am 24. April 1918 wurde sie der United States Navy übergeben und zwei Tage später offiziell in Dienst gestellt. Bis Kriegsende führte sie fünf Truppenfahrten für die US Navy durch, bei denen sie insgesamt 12.654 Soldaten nach Frankreich brachte. Nach Kriegsende absolvierte die Finland acht Überfahrten, um amerikanische Soldaten zurück in die USA zu bringen. 32.197 Soldaten kehrten auf der Finland in ihre Heimat zurück. Am 15. November 1919 wurde das Schiff aus dem Dienst der US-Streitkräfte entlassen und dem Kriegsministerium der Vereinigten Staaten überstellt, die es wiederum der Red Star Line übergab.

## Späte Jahre
Im April 1920 nahm die Finland ihren zivilen Liniendienst wieder auf. Nach intensiven Umbauten konnten nun 242 Passagiere in der Ersten, 310 in der Zweiten und 876 in der Dritten Klasse befördert  werden. Am 28. April 1920 lief der Dampfer in Antwerpen zu seiner ersten Nachkriegsfahrt nach New York via Southampton aus. Nach drei Jahren auf dieser Route wurden die Finland und ihr Schwesterschiff Kroonland erneut an die American Line verchartert.
Nach Umstellung der Fahrgastkapazitäten auf Kabinenklasse und Dritte Klasse verkehrte das Schiff von Juni bis September 1923 auf der Route New York–Plymouth–Cherbourg–Hamburg. Ab dem 29. September 1923 fuhr die Finland wieder für die Panama Pacific Line von New York nach San Francisco via Panamakanal. Die Kroonland stieß im darauf folgenden Monat dazu. Als die Panama Pacific Line 1928 zwei neue Schiffe, die California und die Virginia, in ihre Flotte aufnahm, wurden die Finland und die Kroonland nicht mehr benötigt und zum Abbruch verkauft. Am 28. April 1928 traf die Finland bei der Hughes Bolckow Shipbreaking Company in Blyth ein, wo sie verschrottet wurde.